# Creissan
Creissan é uma comuna francesa na região administrativa de Occitânia, no departamento de Hérault. Estende-se por uma área de 8,89 km². Em 2010 a comuna tinha 1 362 habitantes (densidade: 153,2 hab./km²).